# Mayo-Oulo
Mayo-Oulo es una comuna camerunesa perteneciente al departamento de Mayo-Louti de la región del Norte.
En 2005 tiene 99 826 habitantes, de los que 8401 viven en la capital comunal homónima.
Se ubica sobre la carretera D14, unos 80 km al norte de la capital regional Garua.

## Localidades
Comprende la ciudad de Mayo-Oulo y las siguientes localidades:
- Baffa
- Bala
- Balere Bapta
- Bangay
- Bangay Daba
- Batoum
- Bereng
- Bili
- Boram
- Bori
- Bossoum
- Botoum
- Boudjouma
- Boutouza
- Boyoum
- Broh
- Damadougoup
- Dampta
- Dazal
- Debbo
- Derpok
- Dirtcha
- Diwa
- Djagalam
- Djamtari
- Djeck Djeck
- Djegueli
- Donka
- Doubbi
- Doui
- Doumo
- Dourbey
- Douzougou
- Fokoum
- Foulinirki
- Ghane
- Gnam
- Gobrignam
- Godok
- Gola
- Goloza
- Goudjou Goudjou
- Goudou
- Gouloum
- Gueleng
- Guendou
- Gueridje
- Guindiguina
- Guirviza
- Houla Madi
- Houloum
- Kapkana
- Kelali
- Keou
- Kermboh
- Kirving
- Ko Mbom
- Kouboutou
- Koumkeoudji
- Koumnoro
- Lakasalamda
- Lominguel
- Maboni
- Madara
- Maganak
- Mandama
- Massabaï
- Matalao
- Mayo Damdja
- Mbaram
- Mboh
- Mbouiri
- Mogobgob
- Mouada
- Mouga
- Mouroum
- Mourpay
- Nari
- Nassarao
- Ndili
- Ndouzeng
- Nive
- Ouroum
- Ourvi
- Palafamoun
- Palpal
- Passiri
- Pina
- Poka
- Pologozom
- Pri
- Ra'an
- Reoussi
- Sebore
- Semnord
- Shady
- Shinta
- Sodjedji
- Solomo
- Sona
- Talak
- Talatchouma
- Tchenkeleng
- Tima Le Bas
- Tima Le Haut
- Tsora
- Vogam
- Warguiza
- Wawatchi